# Les Moulins
Pour les articles homonymes, voir Les Moulins (homonymie).
 Les Moulins  est une municipalité régionale de comté (MRC) dans la région de Lanaudière au Québec (Canada). Le chef-lieu de la MRC Les Moulins est Terrebonne. 

## Géographie

### Municipalités
| Nom        | Statut | Population 2021 | Superficie (km2) | Densité (h/km2) | Ref |
| ---------- | ------ | --------------- | ---------------- | --------------- | --- |
| Mascouche  | Ville  | 51 183          | 107              | 478,35          |     |
| Terrebonne | Ville  | 119 944         | 154,12           | 778,25          |     |
| Total      | Total  | 171 127         | 261,13           | 655,33          |     |

## Administration
| Période                                  | Période  | Identité             | Étiquette                          | Qualité |
| ---------------------------------------- | -------- | -------------------- | ---------------------------------- | ------- |
| 1982                                     | 1983     | Gilles Forest        | Maire de Mascouche                 |         |
| 1983                                     | 1991     | Irenée Forget        | Maire de Saint-Louis-de-Terrebonne |         |
| 1991                                     | 1992     | Richard Marcotte     | Maire de Mascouche                 |         |
| 1992                                     | 1997     | Irenée Forget        | Maire de Terrebonne                |         |
| 1997                                     | 2001     | Marcel Therrien      | Maire de Lachenaie                 |         |
| 2001                                     | 2016     | Jean-Marc Robitaille | Maire de Terrebonne                |         |
| 2016                                     | 2023     | Guillaume Tremblay   | Maire de Mascouche                 |         |
| 2023                                     | En cours | Mathieu Traversy     | Maire de Terrebonne                |         |
| Les données manquantes sont à compléter. |          |                      |                                    |         |

## Démographie
| 1986   | 1991   | 1996    | 2001    | 2006    | 2011    | 2016    | 2021    |
| ------ | ------ | ------- | ------- | ------- | ------- | ------- | ------- |
| 68 768 | 91 156 | 103 213 | 110 087 | 128 467 | 148 813 | 158 267 | 171 127 |